# 1925 au Manitoba
Chronologie du Manitoba
- 1921
- 1922
- 1923
- 1924
- 1925
- 1926
- 1927
- 1928
- 1929

Cette page concerne des événements survenus en 1925 dans la province canadienne du Manitoba.

## Politique
- Premier ministre : John Bracken
- Chef de l'Opposition :
- Lieutenant-gouverneur : James Albert Manning Aikins
- Législature :

## Naissances
- 17 mai : Henri Bergeron (né à Saint-Lupicin au Manitoba - 10 juillet 2000 à Montréal à  75 ans), animateur de télévision canadien, manitobain et québécois.

- 21 juin : Alastair Cameron (né à Winnipeg - mort à Tucson (Arizona) le 3 octobre 2005), astrophysicien américain qui a grandement contribué à la connaissance de la nucléosynthèse stellaire, ainsi qu'aux mécanismes de formation du système solaire, et notamment ceux de la Lune et des géantes gazeuses.